# Olympische Sommerspiele 2004/Leichtathletik – Speerwurf (Männer)
Der Speerwurf der Männer bei den Olympischen Spielen 2004 in Athen wurde am 26. und 28. August 2004 im Olympiastadion Athen ausgetragen. 33 Athleten nahmen teil.
Olympiasieger wurde der Norweger Andreas Thorkildsen. Er gewann vor dem Letten Vadims Vasiļevskis und dem Russen Sergei Makarow.
Mit Christian Nicolay und Peter Esenwein gingen zwei deutsche Teilnehmer an den Start. Beide schieden in der Qualifikation aus.

Athleten aus der Schweiz, Österreich und Liechtenstein waren nicht unter den Teilnehmern.

## Aktuelle Titelträger
| Olympiasieger 2000                      | Jan Železný ( Tschechien)           | 90,17 m | Sydney 2000        |
| Weltmeister 2003                        | Sergei Makarow ( Russland)          | 85,44 m | Paris 2003         |
| Europameister 2002                      | Steve Backley ( Großbritannien)     | 88,54 m | München 2002       |
| Panamerikanischer Meister 2003          | Emeterio González ( Kuba)           | 81,72 m | Santo Domingo 2003 |
| Zentralamerika und Karibik-Meister 2003 | Manuel Fuenmayor ( Venezuela)       | 72,35 m | St. George’s 2003  |
| Südamerika-Meister 2003                 | Luiz da Silva ( Brasilien)          | 79,50 m | Barquisimeto 2003  |
| Asienmeister 2003                       | Li Rongxiang ( Volksrepublik China) | 79,25 m | Manila 2003        |
| Afrikameister 2004                      | Janus Robberts ( Südafrika)         | 21,02 m | Brazzaville 2004   |
| Ozeanienmeister 2002                    | Gerhardus Pienaar ( Südafrika)      | 78,31 m | Christchurch 2002  |

## Bestehende Rekorde
| Weltrekord         | 98,48 m | Jan Železný ( Tschechien) | Jena, Deutschland            | 25. Mai 1996       |
| Olympischer Rekord | 90,17 m | Jan Železný ( Tschechien) | Finale OS Sydney, Australien | 23. September 2000 |

Der bestehende olympische Rekord wurde bei diesen Spielen nicht erreicht. Der weiteste Wurf gelang dem später zwölftplatzierten Breaux Greer aus den Vereinigten Staaten mit seinen 87,25 m, erzielt in seinem ersten Versuch der Qualifikation am 26. August. Damit blieb er 2,92 m unter dem Olympia- und 11,23 m unter dem Weltrekord.

## Legende
Kurze Übersicht zur Bedeutung der Symbolik – so üblicherweise auch in sonstigen Veröffentlichungen verwendet:
| – | verzichtet |
| x | ungültig   |

Anmerkungen:
- Alle Zeitangaben sind auf Ortszeit Athen (UTC+2) bezogen.
- Alle Weiten sind in Metern (m) angegeben.

## Qualifikation
Die Qualifikation wurde in zwei Gruppen durchgeführt. Zehn Athleten erreichten die Qualifikationsweite für den direkten Finaleinzug von 81,00 m. Damit war die Mindestanzahl von zwölf Finalteilnehmern nicht erreicht. So wurde das Finalfeld mit zwei weiteren Wettbewerbern (hellgrün unterlegt) aus beiden Gruppen nach den nächstbesten Weiten aufgefüllt. Für die Teilnahme waren schließlich 80,86 m zu erbringen.

### Gruppe A

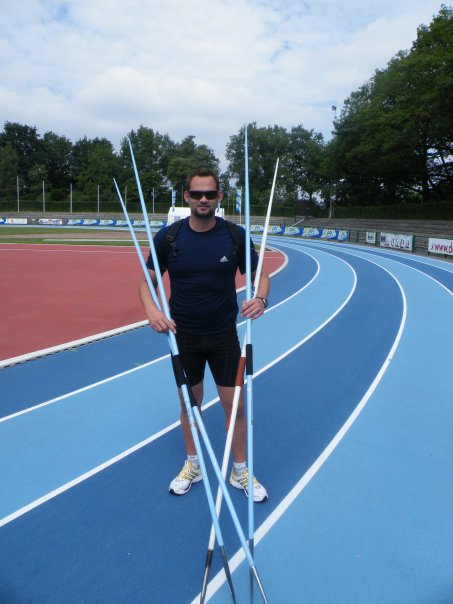
Gerhardus Pienaar – ausgeschieden mit 79,95 m

26. August 2004, 20:05 Uhr
| Platz | Name                  | Nation         | 1. Versuch | 2. Versuch | 3. Versuch | Weite |
| ----- | --------------------- | -------------- | ---------- | ---------- | ---------- | ----- |
| 1     | Breaux Greer          | USA            | 87,25      | –          | –          | 87,25 |
| 2     | Sergei Makarow        | Russland       | 86,08      | –          | –          | 86,08 |
| 3     | Esko Mikkola          | Finnland       | 83,64      | –          | –          | 83,64 |
| 4     | Andrus Värnik         | Estland        | 83,25      | –          | –          | 83,25 |
| 5     | Matti Närhi           | Finnland       | 81,06      | –          | –          | 81,06 |
| 6     | Steve Backley         | Großbritannien | 80,60      | 80,68      | 80,39      | 80,68 |
| 7     | Gerhardus Pienaar     | Südafrika      | 79,95      | 74,69      | 79,56      | 79,95 |
| 8     | Christian Nicolay     | Deutschland    | 79,77      | x          | 78,50      | 79,77 |
| 9     | Voldemārs Lūsis       | Lettland       | 79,27      | x          | x          | 79,27 |
| 10    | William Hamlyn-Harris | Australien     | 69,64      | 74,34      | 77,43      | 77,43 |
| 11    | Peter Zupanc          | Slowenien      | 74,11      | 72,42      | 77,34      | 77,34 |
| 12    | Miroslav Guzdek       | Tschechien     | 76,45      | 75,36      | 75,75      | 76,45 |
| 13    | Gergely Horváth       | Ungarn         | 73,45      | 73,95      | 72,05      | 73,95 |
| 14    | Ronny Nilsen          | Norwegen       | x          | 73,46      | x          | 73,46 |
| 15    | Manuel Fuenmayor      | Venezuela      | 72,26      | 68,72      | 72,14      | 72,26 |
| 16    | David Brisseault      | Frankreich     | 68,70      | 71,86      | 69,58      | 71,86 |
| 17    | Marián Bokor          | Slowakei       | 68,21      | 71,74      | 67,73      | 71,74 |

### Gruppe B

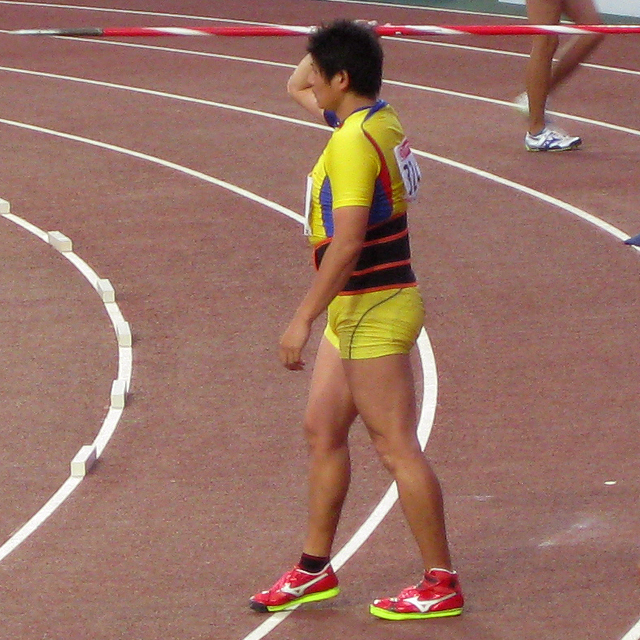
Yukifumi Murakami – ausgeschieden mit 78,59 m
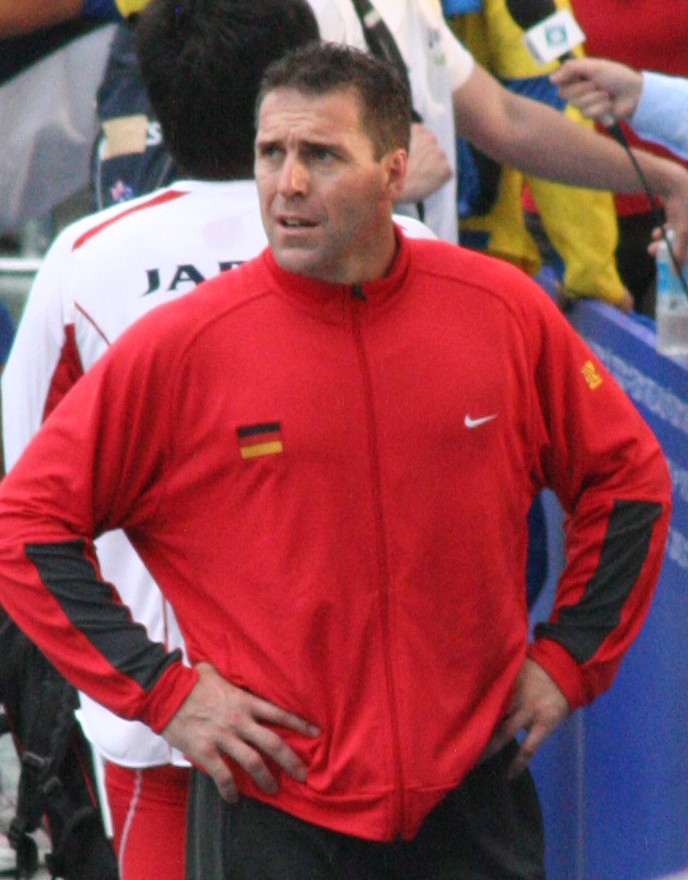
Peter Esenwein – ausgeschieden mit 78,41 m
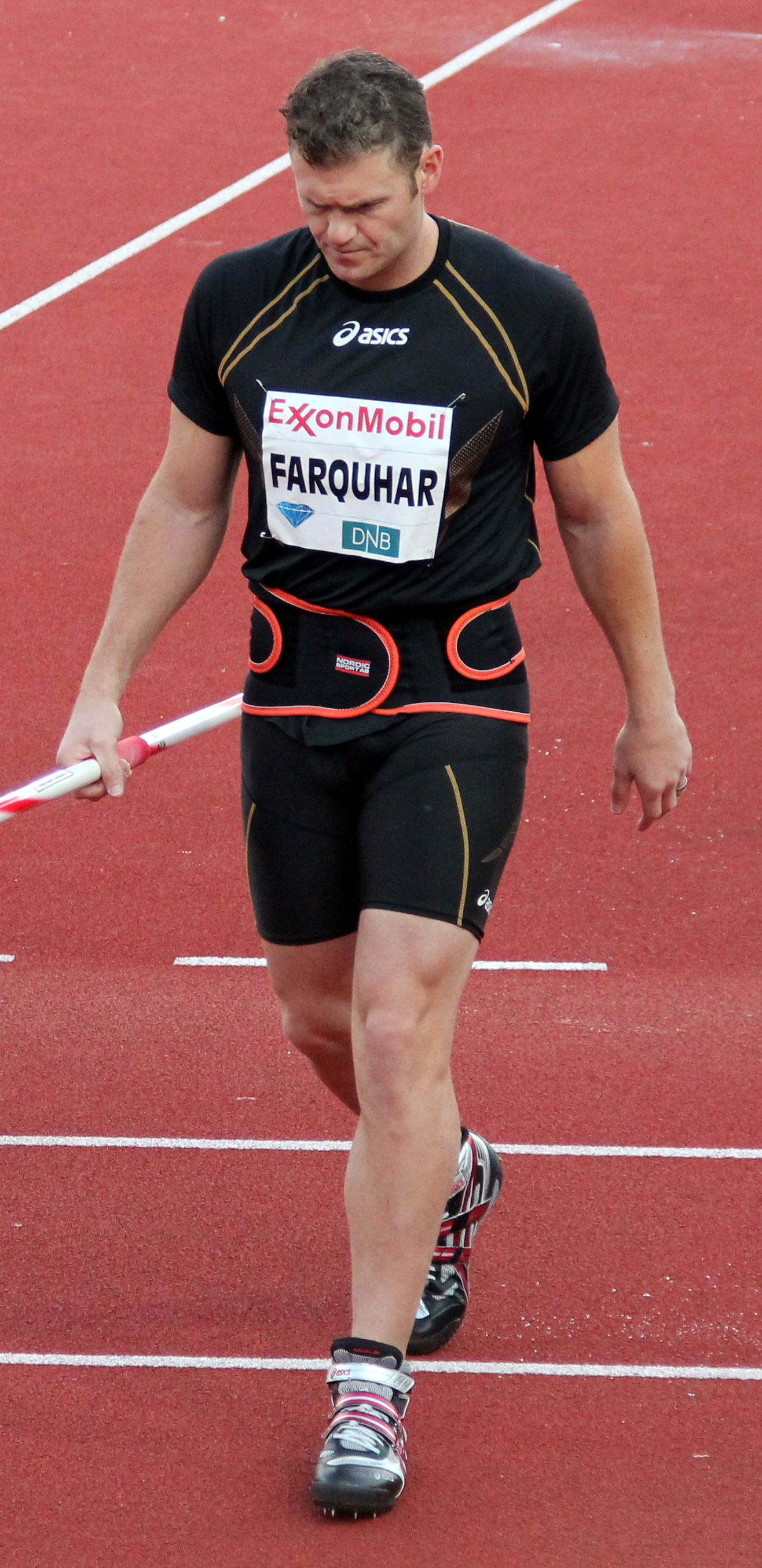
Stuart Farquhar – ausgeschieden mit 74,63 m

26. August 2004, 21:50 Uhr
| Platz | Name                | Nation              | 1. Versuch | 2. Versuch | 3. Versuch | Weite |
| ----- | ------------------- | ------------------- | ---------- | ---------- | ---------- | ----- |
| 1     | Vadims Vasiļevskis  | Lettland            | 83,43      | –          | –          | 83,43 |
| 2     | Alexander Iwanow    | Russland            | 82,18      | –          | –          | 82,18 |
| 3     | Tero Pitkämäki      | Finnland            | 82,04      | –          | –          | 82,04 |
| 4     | Andreas Thorkildsen | Norwegen            | 81,74      | –          | –          | 81,74 |
| 5     | Jan Železný         | Tschechien          | 81,18      | –          | –          | 81,18 |
| 6     | Ēriks Rags          | Lettland            | 77,92      | 80,84      | –          | 80,84 |
| 7     | Isbel Luaces        | Kuba                | 80,07      | 77,53      | 79,07      | 80,07 |
| 8     | Li Rongxiang        | Volksrepublik China | 79,73      | x          | 79,94      | 79,94 |
| 9     | Yukifumi Murakami   | Japan               | 77,25      | 77,60      | 78,59      | 78,59 |
| 10    | Oliver Dziubak      | Australien          | 77,21      | 78,53      | 75,57      | 78,53 |
| 11    | Peter Esenwein      | Deutschland         | 75,18      | 73,76      | 78,41      | 78,41 |
| 12    | Sergei Woinow       | Usbekistan          | 74,68      | 74,08      | 72,71      | 74,68 |
| 13    | Stuart Farquhar     | Neuseeland          | 74,24      | 73,07      | 74,63      | 74,63 |
| 14    | Nick Nieland        | Großbritannien      | 68,86      | 71,31      | 72,79      | 72,79 |
| 15    | Park Jae-myong      | Südkorea            | 63,01      | 67,60      | 72,70      | 72,70 |
| 16    | Edi Ponoš           | Kroatien            | 66,73      | x          | 71,43      | 71,43 |
| DNS   | Boris Henry         | Deutschland         |            |            |            |       |

## Finale
28. August 2004, 20:40 Uhr
| Platz | Name                | Nation         | 1. Versuch | 2. Versuch | 3. Versuch | 4. Versuch                             | 5. Versuch                             | 6. Versuch                             | Endresultat |
| ----- | ------------------- | -------------- | ---------- | ---------- | ---------- | -------------------------------------- | -------------------------------------- | -------------------------------------- | ----------- |
| 1     | Andreas Thorkildsen | Norwegen       | 84,82      | 86,50      | 80,96      | x                                      | –                                      | –                                      | 86,50       |
| 2     | Vadims Vasiļevskis  | Lettland       | 84,95      | 83,95      | x          | x                                      | 79,07                                  | 80,91                                  | 84,95       |
| 3     | Sergei Makarow      | Russland       | 84,84      | x          | 77,59      | 78,00                                  | 82,51                                  | 84,32                                  | 84,84       |
| 4     | Steve Backley       | Großbritannien | 79,62      | 81,48      | 84,13      | 83,02                                  | x                                      | 81,62                                  | 84,13       |
| 5     | Alexander Iwanow    | Russland       | 83,31      | 82,76      | 81,36      | 80,28                                  | 78,07                                  | 79,99                                  | 83,31       |
| 6     | Andrus Värnik       | Estland        | 83,25      | 82,75      | x          | x                                      | –                                      | 76,41                                  | 83,25       |
| 7     | Ēriks Rags          | Lettland       | 77,13      | 83,14      | 81,69      | x                                      | x                                      | 78,63                                  | 83,14       |
| 8     | Tero Pitkämäki      | Finnland       | 80,38      | 83,01      | x          | x                                      | 81,19                                  | x                                      | 83,01       |
|       |                     |                |            |            |            |                                        |                                        |                                        |             |
| 9     | Jan Železný         | Tschechien     | 76,77      | 79,98      | 80,59      | nicht im Finale der besten acht Werfer | nicht im Finale der besten acht Werfer | nicht im Finale der besten acht Werfer | 80,59       |
| 10    | Matti Närhi         | Finnland       | x          | 78,73      | 80,28      | nicht im Finale der besten acht Werfer | nicht im Finale der besten acht Werfer | nicht im Finale der besten acht Werfer | 80,28       |
| 11    | Esko Mikkola        | Finnland       | 76,20      | 79,43      | 76,23      | nicht im Finale der besten acht Werfer | nicht im Finale der besten acht Werfer | nicht im Finale der besten acht Werfer | 79,43       |
| 12    | Breaux Greer        | USA            | 74,36      | x          | x          | nicht im Finale der besten acht Werfer | nicht im Finale der besten acht Werfer | nicht im Finale der besten acht Werfer | 74,36       |

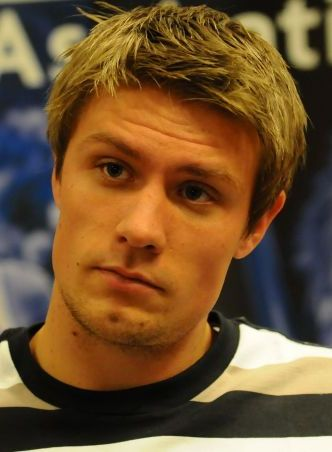
Andreas Thorkildsen erwies sich als bester Werfer einer neuen Speerwurfgeneration

Für das Finale hatten sich zwölf Athleten qualifiziert, zehn von ihnen über die Qualifikationsweite, zwei weitere über ihre Platzierungen. Vertreten waren drei Finnen, zwei Letten und zwei Russen sowie je ein Teilnehmer aus Estland, Großbritannien, Norwegen, Tschechien und den Vereinigten Staaten.
Der Speerwurf war die einzige Disziplin im Bereich Wurf/Stoß der Männer bei diesen Olympischen Spielen, in der es keine dopingbedingten Disqualifikationen gab.
Der Dominator Jan Železný aus Tschechien, der die Speerwurfszene in den 1990er Jahren und dem beginnenden 21. Jahrhundert weitgehend beherrscht hatte, war nicht mehr in der Form seiner großen Zeit, was sich auch bei seinem Resultat hier in Athen als Olympianeunter zeigte. Weitere bedeutende Speerwerfer der letzten Generation wie der Grieche Konstandinos Gatsioudis, der Finne Aki Parviainen sowie die beiden Deutschen Boris Henry und Raymond Hecht fehlten komplett. So musste sich nun eine ganz neue Elite von Speerwerfern herausbilden. Zum Favoritenkreis gehörte allen voran der russische Weltmeister Sergei Makarow, darüber hinaus Vizeweltmeister Andrus Värnik aus Estland, der US-amerikanische WM-Vierte Breaux Greer sowie Železnýs früherer Hauptkonkurrent Steve Backley aus Großbritannien, der allerdings auch nicht mehr die Topform vergangener Jahre hatte.
Im Finale ging es sehr eng zu. Mit seinem ersten Wurf von 84,95 m übernahm zunächst der Lette Vadims Vasiļevskis die Führung. Hinter ihm lagen Makarow – 84,84 m, Thorkildsen – 84,82 m, der Russe Alexander Iwanow – 83,31 m und Värnik – 83,25 m. Im zweiten Durchgang steigerte Thorkildsen sich auf 86,50 m, womit er die Spitze übernahm. Der Lette Ēriks Rags verbesserte sich auf 83,14 m und lag damit an Position sechs mit einem nur geringen Abstand auf die Medaillenränge. Auch der Finne Tero Pitkämäki war mit seinen 83,01 m nicht weit zurück. Anschließend tat sich allerdings so gut wie nichts mehr. Einzig Backley brachte in Durchgang drei mit 84,13 m eine Verbesserung zustande und war damit Vierter. Bei diesem Resultat blieb es bis zum Schluss.
Olympiasieger war Andreas Thorkildsen, Silber ging an Vadims Vasiļevskis, Bronze an Sergei Makarow. Steve Backley belegte Rang vier vor Alexander Iwanow, Andrus Värnik, Ēriks Rags und Tero Pitkämäki.
Das Niveau dieses Wettbewerbs reichte nicht an das Level der internationalen Meisterschaften der nahen Vergangenheit heran, als es abgesehen von den Weltmeisterschaften des Vorjahres durchgängig Weiten von knapp unter oder über neunzig Meter – meist sogar durch mehrere Werfer – in der Spitze gegeben hatte. Die neue „Elite“ war noch nicht so weit wie die besten Speerwerfer vor ihnen.

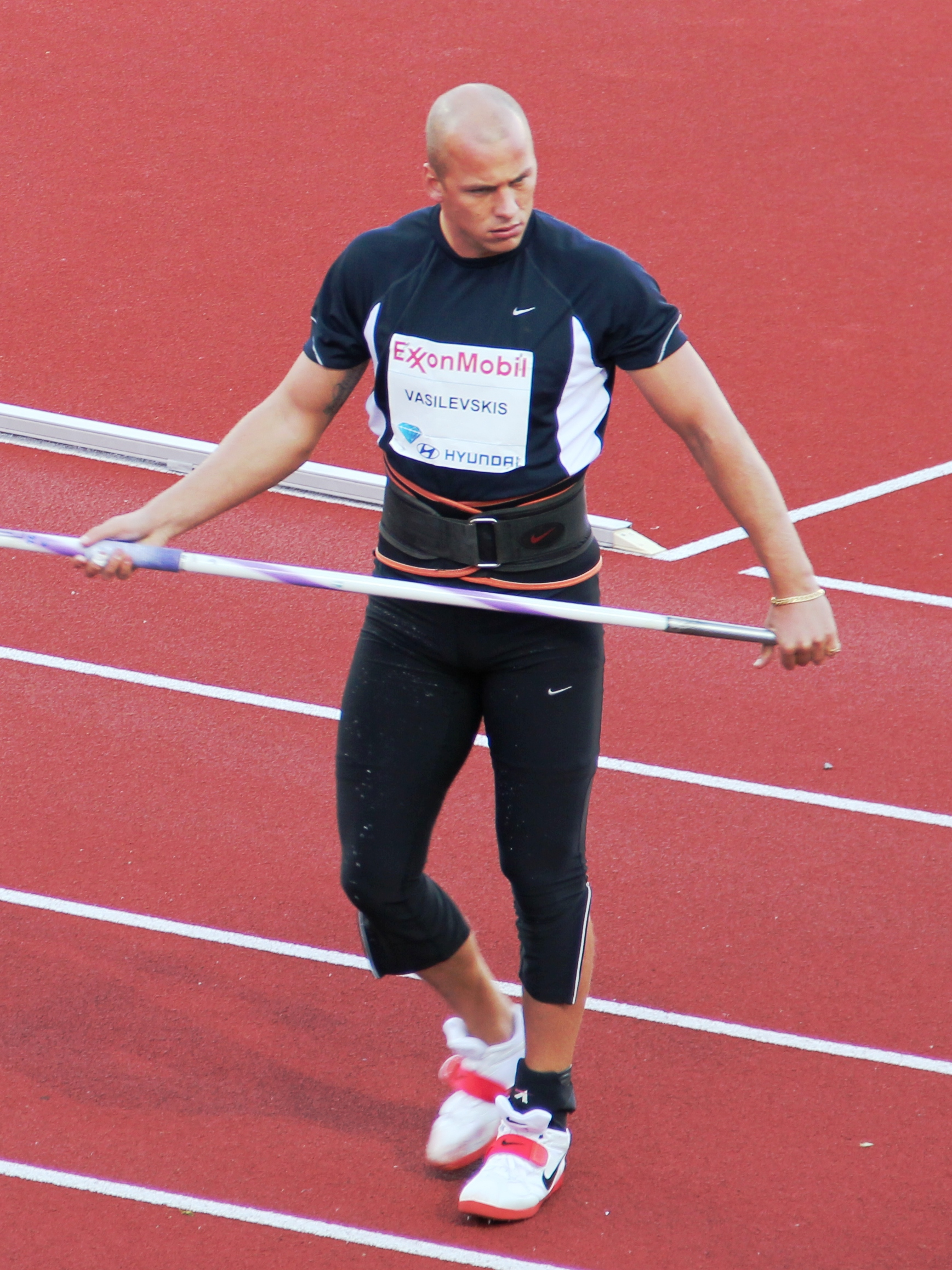
Silbermedaillengewinner Vadims Vasiļevskis
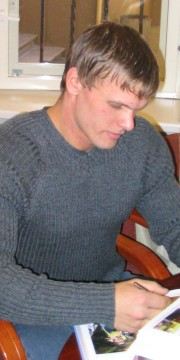
Der Olympiasechste Andrus Värnik
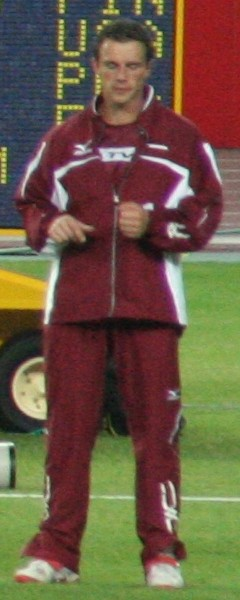
Ēriks Rags kam auf den siebten Platz

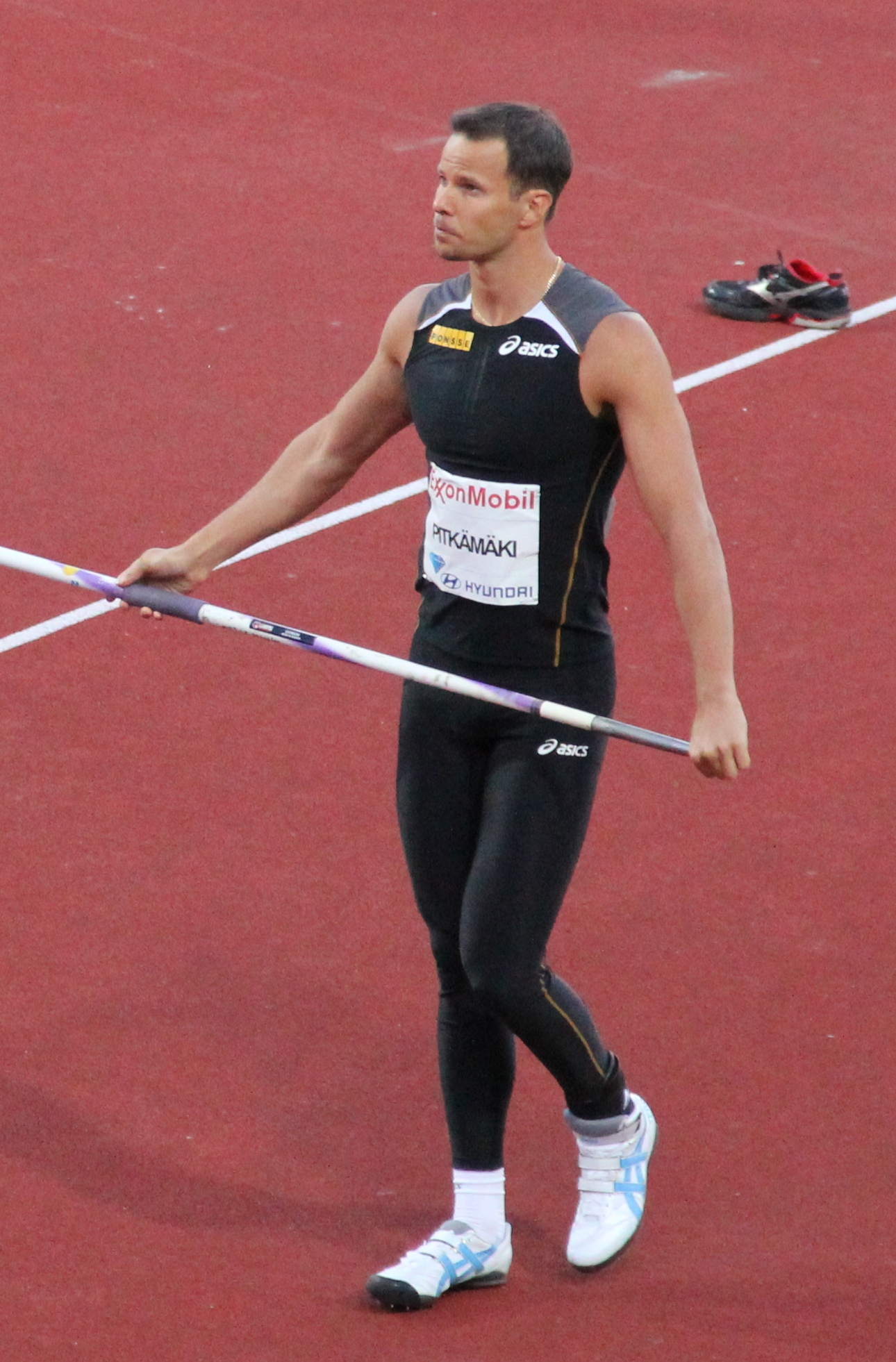
Tero Pitkämäki belegte im Finale Rang acht
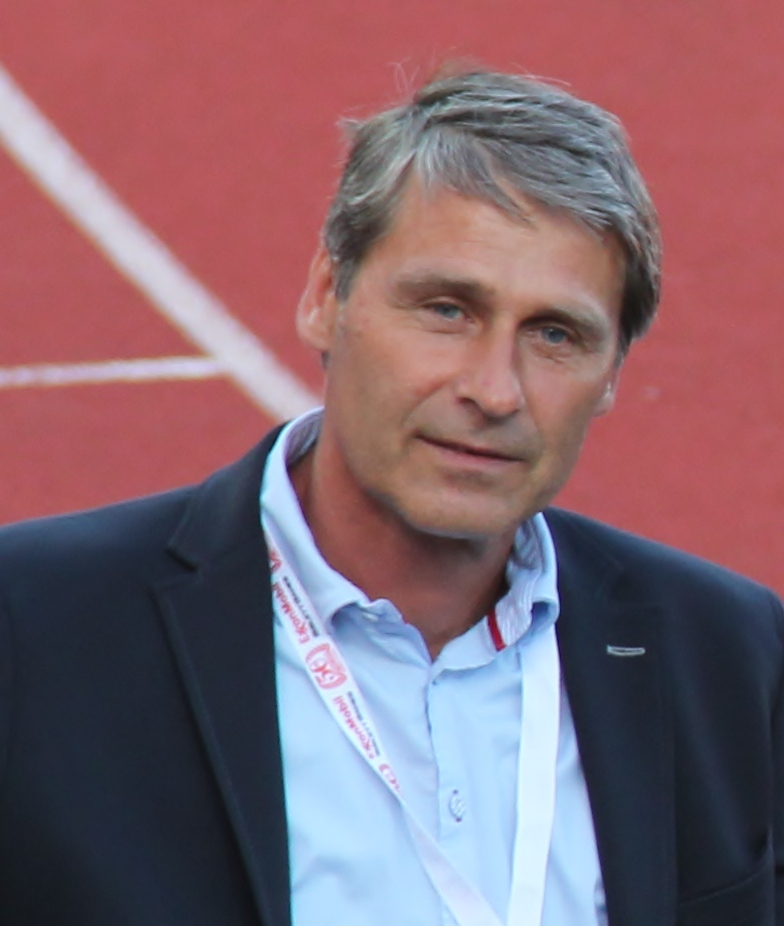
Jan Železný (Foto: 2015) erreichte Platz neun
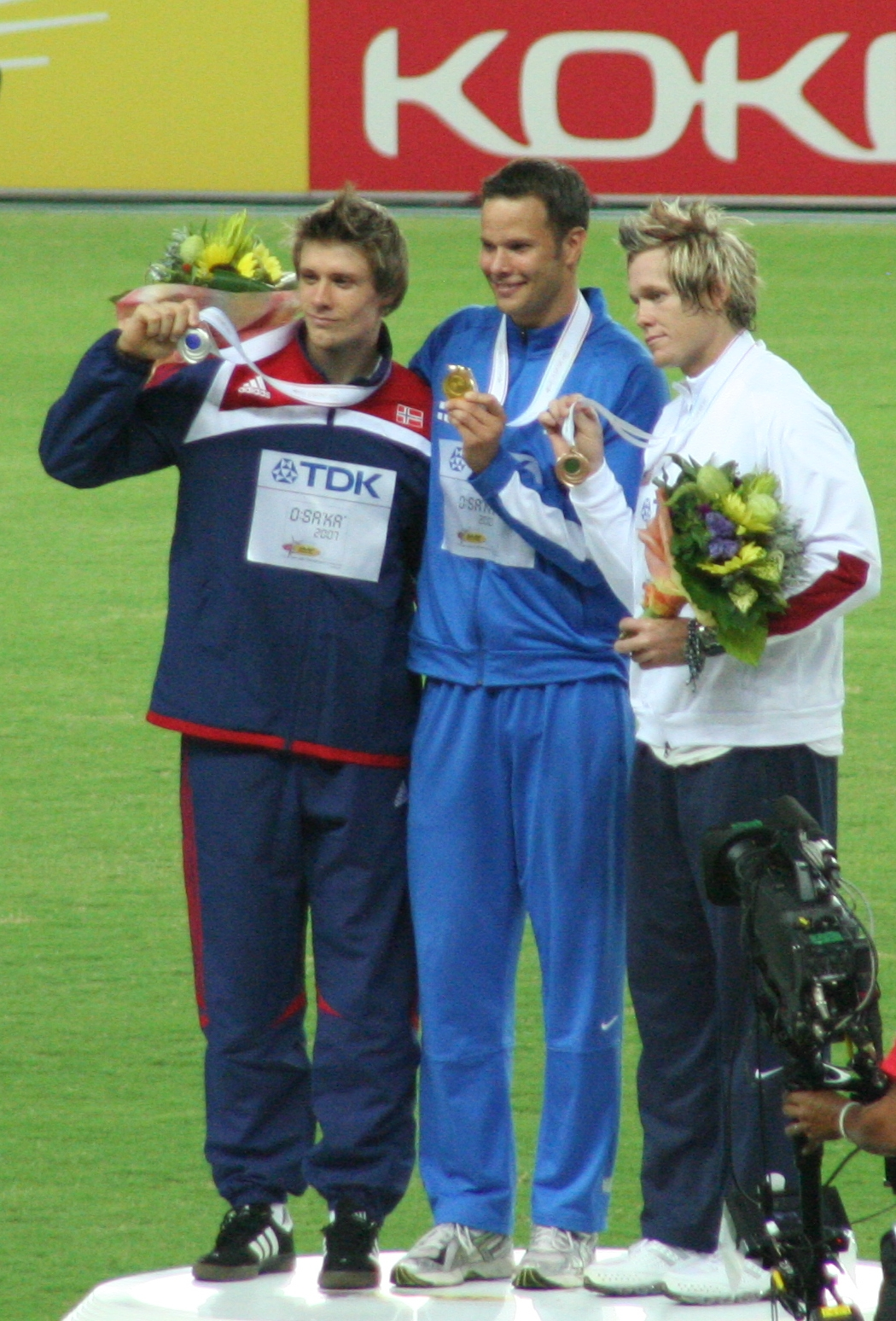
Breaux Greer (rechts) – in der Qualifikation noch mit dem weitesten Wurf der gesamten Konkurrenz – gelang im Finale nur ein gültiger Versuch und wurde Zwölfter

## Videolinks
- Javelin Athens 2004, youtube.com, abgerufen am 22. Februar 2022
- 2004 olympics Andreas Thorkildsen javelin winning throw, youtube.com, abgerufen am 22. Februar 2022
- Javelin Men 2004 Athens Olympics.mpg, youtube.com, abgerufen am 22. Februar 2022